# Сунђер Боб Коцкалоне филм: Сунђер на сувом
Сунђер Боб Коцкалоне филм: Сунђер на сувом (енгл. The SpongeBob Movie: Sponge Out of Water) амерички је анимирано-играно-акциони филм из 2015. године базиран на Никлодионовој анимираној ТВ серији Сунђер Боб Коцкалоне чији је творац Стивен Хиленбург. У режији ветерана серије Пола Тибита , у филму глуми Антонио Бандерас као лик из живе акције Маснобрадог. Редовну глумачку екипу серије коју чине Том Кени , Кленси Браун , Роџер Бампас , Бил Фагербаке , Керолин Лоренс и Даглас Лоренс су поновило своје улоге у овом филму, са Мет Беријем као нови лик. Радња прати пирата по имену Маснобради који је украо тајну формулу за кебине пљескавице успомоћ магичне књиге која чини да се сваки текст написан на њој оствари. Сунђер Боб и његови пријатељи морају отпутовати на површину  да би се суочили са Маснобрадијем и вратили формулу. Филм је заснован на серији после првог из 2004 .
У Србији је премијера филма била 18. априла 2015. године. Дистрибуцију је радило предузеће Taramount Film и синхронизацију студио Ливада Београд. Гласовне улоге су оне из синхронизације серије коју је урадио студио ТВ Б92.

## Радња
Гусар Маснобради(Антонио Бандерас) је украо магичну књигу из Бикини Атола од чувара књиге и преправио је причу о Сунђер Бобу у коме је рецепт припао њему.  Становништво Коралова је оптужило Планктона да је он украо рецепт,али Сунђер Боб сматра да Планктон није крив јер је био присутан са Планктоном када је рецепт нестао.
Сунђер Боб је помогао Планктону да побегне од бесне руље и постали су тражени. Цивилизација Коралова је пропала без кебине пљескавице и постали су банда вандалиста. Сунђер Боб је предложио Планктону предлог о путовању кроз време у тренутак пренего што је рецепт нестао. Сунђер Боб и Планктон су кришом узели Карен поред банде вандалиста. Након направљеног времеплова су га испробали и завршили су два пута у будућност па на крају у прошлост,али је Сунђер Боб узео погрешну боцу.
Гусар Маснобради се искрцао на оближње копно и створио је покретни Фастфуд од свог Бургермобила. Када је у садашњости Сунђер Боб дао погрешну боцу предложио је да се жртвује за тим што је руља прихватила. Пренего што је Сунђер Боб смрскан великим каменом спасио га је господин Краба јер је осетио кебину пљескавицу. Сви кораловчани су кренули по рецепт,али су одустали кад су сазнали да је рецепт на копну.
Првих шест главних ликова(Сунђер Боб, Лигњослав, Патрик Звезда, Кеба Краба,Планктон и Сенди Обрашћић)их је покупио и на копно послао делфин из будућности Мехур. Они су открили Маснобрадог у његовим злим плановима,али их је овај послао на острво пеликана.
Сунђер Боб је уз једну исцепану страну која је била код њега и мало мастила и пера изменио причу и све главне ликове(осим Планктона који је дошао касније) је претворио у суперхероје који су се сукобили са Маснобрадијем око књиге која је на крају изгорела.
Сви они су били поражени у борби,али су на крају победили уз Планктонову помоћ који им је вратио украдени рецепт. На крају су се сви вратили у Коралово врачајући се својим старим рутинама из серије.У завршним сценама Маснобради као пират са слике из уводне шпице Сунђер Боба Коцкалонета пева уводну песму.

## Улоге
| Улога                | Глумац | Глумац (српска синхронизација)                                                        |
| -------------------- | --- | ------------------------------------------------------------------------------------- |
| Сунђер Боб Коцкалоне | Том Кени | Владислава Ђорђевић                                                                   |
| Патрик Звезда        | Бил Фегрбаке | Димитрије Стојановић                                                                  |
| Лигњослав Пипак      | Роџер Бампас | Димитрије Стојановић                                                                  |
| Кеба Краба           | Кленси Браун | Владислава Ђорђевић                                                                   |
| Сенди Обрашчић       | Керолајн Лоренс | Владислава Ђорђевић                                                                   |
| Планктон             | Мистер Лоренс | Димитрије Стојановић                                                                  |
| Маснобради           | Антонио Бандерас | Младен Андрејевић                                                                     |
| галебови             | Карлос Алазраки Ерик Бауза Тим Конвеј Еди Дизен Нолан Норт Роб Полсен Кевин Мајкл Ричардсон Ејприл Стјуарт Кри Самер Били Вест | Милош Максимовић Зоран Костић Цане Срђан Гојковић Гиле Душан Којић Живорад Миленковић |

## Производња

### Развој
Након објављивања Сунђер Боб Коцкалоне филма 2004. године, продуценткиња Џулија Пистор изјавила је да је наставак филма мало вероватан упркос успешном наступу на благајнама. У интервјуу за Дигитал Спај из 2009. године , бивши писац Сунђер Боб Коцкалоне-а и извршни продуцент Пол Тибит упитан је о могућности наставка; рекао је: „Мислим да причају о томе, али нисам се пријавио ни за шта. Само се осећамо као да смо испричали толико прича, а Сунђер Боб тако добро постоји у ових кратких 11 минута форму“. Такође је изјавио да је снимање још једног филма „велики изазов“.  Међутим, Тибит је рекао да наставак није немогућ, рекавши „Не бих рекао не, али не знам да ли ће бити још једног“. Године 2010. Никелодеон се наводно обраћао екипи серије да сними још једну филмску адаптацију. Мрежа је дуго желела да се удружи са сестринском компанијом Paramount pictures како би објавила још један филм Сунђер Боб Коцкалоне како би поново ојачала рејтинг серије у паду.  Унутрашње неслагање одложило је сарадњу. 
Los Angeles times је 4. марта 2011. известио да Paramount има „још једну слику Сунђера Боба “ у развоју.  У јулу исте године, Paramount је формирао своју нову јединицу за анимацију, Paramount Animation , након комерцијалног и критичног успеха анимираног филма Ранго из 2011. и одласка DreamWorks animation-a након завршетка уговора о дистрибуцији 2012. године .  Филип Дауман , бивши председник и извршни директор компаније Парамоунт и Никелодеон-ове матичне компаније Viacom , званично је објавио 28. фебруара 2012. да је наставак филма у развоју и да би требало да буде објављен 2014. године, рекавши; „ Крајем 2014. избацићемо филм Сунђер Боб .  Дауман је рекао да ће нови филм „послужити за почетак или ће бити један од наших филмова који започиње наш нови напор у анимацији“. Никелодеон је очекивао да ће филм бити много бољи на страним благајнама од дугометражног филма из 2004. с обзиром на све већи глобални досег канала. Дауман је рекао: „Ово ће наставити да покреће Сунђер Боба на међународном плану".
Продукција је најављена 10. јуна 2012. под насловом Сунђер Боб Квадратни филм 2 ,  који су неке трговачке публикације почеле да називају Сунђер Боб Коцкалоне 2 . Извршни продуцент филма је креатор серије Стивен Хиленбург , који је 2004. напустио своју улогу водитеља серије након објављивања филма Сунђер Боб Коцкалоне . Више није био укључен у процес писања или директно вођење емисије на дневној бази, већ је прегледао епизоде и давао предлоге.  У интервјуу са Томасом Ф. Вилсоном 2012. године , Хиленбург је рекао да је помагао у писању филма.

### Кастинг
Главна глумачка екипа телевизијске серије поновила је своје улоге у филму Сунђер Боб: Сунђер на сувом . У августу 2013, директори кастинга из Марти Сиу Кастинга почели су да постављају позиве за додатке у позадини за сцене са живом радњом. 21. септембра 2013. објављено је да је шпански глумац Антонио Бандерас добио улогу у живој акцији гусара Маснобрадог.

### Анимација
Ручно нацртане 2Д анимиране секвенце за филм Сунђер Боб: Сунђер на сувом урадио је Rough Draft Studios Korea у Јужној Кореји . Као и његов претходник, филм комбинује традиционалну анимацију са живом акцијом , а такође је користио компјутерски генерисане слике (ЦГИ), којима је управљала Iloura VFKS у Мелбурну , Аустралија, за приказивање ликова у 3Д.
У прегледу предстојећих Парамоунт филмова из 2012. године, Сунђер Боб филм: Сунђер на сувом био је изложен као „3Д играни филм“ са „анимацијом налик ЦГИ“. Након објављивања Сунђер Боба Коцкалонеа 4-Д: Велико спашавање медуза (2013), кратког 3Д филма који је објављен у Nickelodeon Suites Resort Орландо , руководиоци су разговарали о наставку употребе 3Д у филму.
Сунђер Боб филм: Сунђер на сувом садржи секвенцу стоп покрета коју су анимирали Screen Novelties  ; компанија је претходно произвела сцену анимације од глине за први филм Сунђер Боб Коцкалоне , мешовити медијски почетак телевизијске епизоде " Коцка је бачена " и цео специјал  "Нова година са Сунђер Бобом" ! .
У марту 2014. Парамоунт је приказао снимке из филма уживо током догађаја Cinemacon Националног удружења власника позоришта . Новински веб-сајтови извештавају да ће филм бити ЦГИ анимирани;члан особља Internet movie Database  је коментарисао; „Када је Парамоунт најавио да ће бити нови филм o Сунђер Бобу , претпоставка је била да ће бити анимирани (као и све друге инкарнације Сунђера Боба ). Веома кратак снимак са вечерашње презентације сугерисао је другачије – изгледало је као да је ово ЦГИ/уживо -акциони хибрид сличан Алвину и веверицама , Медведу Јоги , Штрумпфовима итд." У чланку који је објавио ComingSoon.net , аутор Едвард Даглас рекао је да ЦГИ снимак филма изгледа „чудно“. Филип Дауман је рекао да су ЦГИ елементи намењени да „освеже и дају још један подстицај“ ликовима.

### Снимање
Сунђер Боб Коцкалоне филм: Сунђер на сувом укључује сцене са живом радњом које је режирао Мајк Мичел .Снимање је почело 30. септембра 2013, а завршено 5. новембра исте године. Снимање је обављено на више локација у Савани и острву Тајби ; оба су у Грузија . 11. јула 2013. године, Канцеларија за филм у Савани најавила је снимање сцена уживо у Савани у трајању од 40 дана.  Вил Хамаргрен, специјалиста за локацију филмске канцеларије Савана, рекао је да се очекује да ће филм допринети 8 милиона долара привреди града, укључујући хотелске резервације од најмање 5.600 ноћења.
30. септембра 2013. почетак продукцијског снимања прекинут је отпуштањем директора филмских услуга Џеја Селфа. Према меморандуму Џо-а Широуза, шефа бироа одељења за рекреацијске услуге у Савани, Селф је отпуштен због свог „неуспеха да правилно испланира и управља аранжманом за филм“. Меморандум је оптужио Селфа за недостатке око снимања и такође цитирао притужбе становника Саване.  Још један наведен разлог за Селфову смену био је неслагање између Парамоунта и филмске канцеларије у Савани око процеса преговора о надокнади за локална предузећа са Парамоунтом за покривање губитака у трговини током снимања.
Да би припремили локацију за снимање у центру Саване, филмска екипа је офарбала излоге дуж улице Бротон да личе на обалску заједницу звану "Salty Shoals". Библиотека Џен и позориште повереника са колеџа уметности и дизајна Савана претворена је у поморски музеј.  У августу 2013. Парамоунт се обратио SCAD-у да користи Џен библиотеку за сцену.  Уметничко одељење студија трансформисало је зграду; остао је отворен за студенте током снимања.  Селф је рекао: „Промене су привремене са свим зградама које треба да буду враћене у првобитне боје након завршетка снимања."
Снимање у центру Саване почело је 9. октобра; делови улице Broughton били су затворени до 18. октобра.  Антонио Бандерас је снимљен на пиратском броду са точковима за сцену јурњаве аутомобила.  У једном тренутку, члан филмске екипе изазвао је несрећу која је оштетила зграду у центру града и жена је пребачена у болницу. 
Снимање у граду завршено је 18. октобра, када је одржана и томбола;  награде су укључивале забаву на тему Сунђер Боб Коцкалоне , бицикле, одмор, вечеру у локалном бистроу, поклон сертификате и телевизор од 60 инча (1,5 м). Продукција је добила различите одговоре од предузећа која се налазе у областима снимања. Компаније су биле забринуте због снимања у октобру јер је тај месец „велики месец за трговце дуж улице Broughton [улица]“. Неки трговци су предложили снимање у фебруару, јулу или августу. 
Снимање акције уживо је настављено 21. октобра на острву Тajби . Продуцентима је било дозвољено да снимају на острву након састанака одржаних у локалној Градској кући; предузећа и становници изразили су забринутост због могућих ефеката снимања и безбедности морских корњача .  Музичар Слеш , члан бенда Guns N' Roses , виђен је на сету у пристаништу Тајби, иако се не појављује у финалном филму.  Филмска екипа се касније преселила на Странд авенију, где су снимили сцену потере са статистима који возе бицикле. 

### Избрисане сцене
Blu-ray издање укључује аниматику избрисаних сцена из филма, укључујући сцену у којој се госпођа Пуфна поново појављује у одећи апокалипсе (у финалном филму, она се појављује само у својој нормалној одећи).  У сегменту, госпођа Пуфна носи маску лобање док јури Сунђер Боба и Планктона у јурњави чамцем .  Песма "Squeeze me" се пушта на Планктоновом радију све док се чамац не сруши. Госпођа Пуфна сустиже двојицу бегунаца, скида јој маску и каже Сунђер Бобу да ће платити „крајњу казну“ за његову непромишљену вожњу. Она пробира разне справе за мучење у торби, затим извлачи црвену оловку и даје Сунђер Бобу лошу оцену. 
Потпуно анимирана музичка секвенца, „Хвала Боже, понедељак је“, такође је исечена из филма.  Скраћена верзија је коришћена као реклама за филм и постављена на YouTube канал Paramount pictures.  Проширени рез је ексклузиван за Блу-раи издање, а песма коришћена у сцени објављена је као пета нумера на албуму са звучним записима филма. 

### Музика
Музика из филма Сунђер Боб Коцкалоне: Сунђер на сувом је продужени саундтрек који се састојао од пет песама, које су продуцирали Фарел Вилијамс Чад Хјуго . Вилијамсов бенд N.E.R.D. написао је три песме за филм.  ЕП је објављен дигитално 3. фебруара 2015. 
Оригиналну музику за филм компоновао је Џон Дебни .  Дана 16. фебруара 2015, Дебнеи је објавио преко Твитера да ће Варез Сарабанде објавити своју партитуру дигитално.  Партитура је објављена у Великој Британији 2. марта 2015. и следећег дана у САД, заједно са физичким објављивањем 24. марта 2015. године.

## Отпуштање

### Маркетинг
У марту 2012, у вези са потрошачким производима за  Сунђер Боб Коцкалоне филм: Сунђер на сувом , Дауман је изјавио: „Ово ће бити филм са брендом Никелодеон. Ми ћемо лиценцирати играчке, али ми га поседујемо.“ 10. јуна 2014. објављен је први тизер постер филма, заједно са најавом његовог наслова.  Постер је повод за рекламе за заштиту од сунца Coppertone из 1950-их , на којима се види пас како вуче доњи део бикинија са плаве девојке. 
На Comic-Con-у у Сан Дијегу одржаном 25. јула 2014, Paramount pictures је објавио прве снимке из филма са Томом Кенијем, Сунђер Бобовим гласовним глумцем, који је водио панел. 31. јула 2014. објављен је трејлер за филм. Током целе године приказивани су трејлери и тизер постери од 15 секунди филма.

### Издање у театрима
Сунђер Боб Коцкалоне филм: Сунђер на сувом првобитно је планиран за издавање 2014. како би се прославила 10. годишњица првог филма .  Међутим, 1. августа 2013. у чланку из The Hollywood reporter-а , Парамоунт Пицтурес је објавио да ће филм имати своје званично издање у биоскопима 13. фебруара 2015. у Северној Америци како би се избегао конкуренцију Нинџа Корњаче 2014 филм , још један Никелодеон филм. Дана 5. јуна 2014., датум приказивања филма је померен за 6. фебруар 2015. како би се избегла конкуренција Кингсмeн: Тајна служба 20th century fox-а и Педесет нијанси Universal pictures Греја , који су оба премијерно приказана следеће недеље. Филм је премијерно приказан 28. јануара 2015. у Белгији и Холандији, а 30. јануара 2015. на Исланду, Мексику и Тајвану. 

### Издање на ирском језику
24. фебруара 2015. објављено је да ће Paramount pictures , у партнерству са ирском телевизијском кућом TG4 , објавити филм на ирском језику заједно са издањем на енглеском; то је било прво издање на ирском језику од великог филмског студија. Ирска верзија филма, која носи наслов Сунђер Боб – Ен Скенен:  Spuince као Uisce  , премијерно је приказана 27. марта 2015. у Ирској.

### Кућна медија
Сунђер Боб Коцкалоне филм: Сунђер на сувом објављен је на Дигитал ХД 19. маја 2015. и објављен је на ДВД- у Blu-ray (2Д и 3Д) 2. јуна 2015. Насловница издања за кућне медије – искључујући Blu-ray 3Д издање – а дигитална издања су главни биоскопски постер; једина разлика је у томе што је Планктон изгледао као његов алтер-его суперхероја, Планк-Тон.

## Пријем
На веб локацији агрегатора рецензија Rotten tomatoes ,  Сунђер Боб Коцкалоне филм: Сунђер на сувом има оцену одобравања од 81% на основу 105 рецензија, са просечном оценом 6,5/10. Његов критички консензус гласи: „ Сунђер Боб филм: Сунђер на сувом неће освојити многе гледаоце који нису обожаваоци емисије, али за преобраћене, то је још један шарени налет маничне забаве“.  Metacritic (који користи пондерисани просек ) доделио је филму Сунђер Боб: Сунђер на сувом оцену 62 од 100 на основу 27 критичара, што указује на „генерално повољне критике“. Публика коју је анкетирао CinemaScope дала је филму просечну оцену „Б“ на скали од А+ до Ф, што је ниже од оцене „Б+“ коју је добио претходни филм.